# 芦屋市

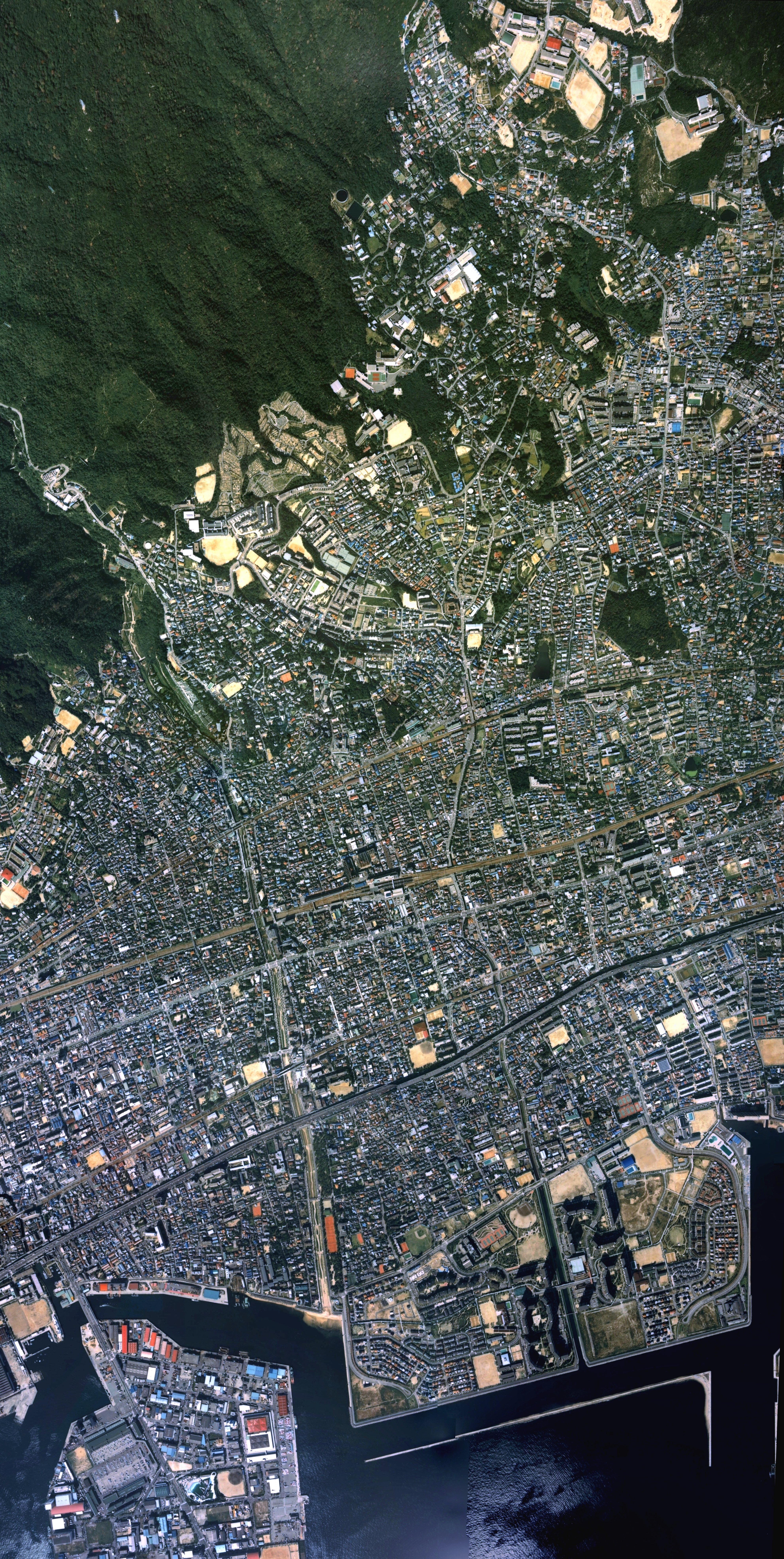
芦屋市中心部周辺の空中写真。1985年撮影の6枚を合成作成。。

芦屋市（あしやし）は、兵庫県南東部（阪神間）にある市。

## 概要
阪神南県民センター管轄区域。北に六甲山地、南に大阪湾を臨んだ豊かな自然と、南に緩やかに傾斜する地形は、美しい景観と温暖な気候を形成する。国際観光文化都市に指定されている。阪神間モダニズムの中核に位置しており、六麓荘町などを筆頭に日本有数の高級住宅街が広がる。

## 地理
兵庫県内では播磨町に次いで2番目に面積が小さな自治体である。
- 山：六甲山、ゴロゴロ岳、東お多福山、荒地山、鷹尾山
- 河川：芦屋川、宮川
- 湖沼：奥池、仲ノ池緑地
- 滝：高座の滝

## 歴史
- 芦屋、打出は中世の芦屋の庄で三条、津知は本庄に属し、もと尼崎藩領だった[4]。
- 1769年（明和06年） - 摂津国菟原郡芦屋村・打出村が天領となる。
- 1871年（明治04年） - 廃藩置県の布告により、後の本市域が兵庫県の管轄下に置かれる。
- 1879年（明治12年） - 菟原郡に属す[4]。
- 1889年（明治22年）4月1日 - 町村制施行により、打出村・芦屋村・三条村・津知村（飛地を除く）および深江村の飛地の区域をもって精道村が発足。
- 1896年（明治29年）4月1日 - 所属郡が武庫郡に変更。
- 1905年（明治38年） - 阪神間モダニズム（ - 1940年）
- 1923年（大正12年）3月31日 - 村章を制定[5]。
- 1934年（昭和9年）9月21日 - 室戸台風による暴風雨。特に海岸付近は交番などが流失するなど倒壊、浸水家屋が多数。井戸に海水が混じり飲用水の確保が困難[6]。
- 1938年（昭和13年） - 阪神大水害（7月3日-5日）。芦屋川が氾濫。
- 1940年（昭和15年）11月10日 - 市制施行して芦屋市となる。
- 1949年（昭和24年）2月19日 - 「芦屋市民のうた」が発表される。
- 1951年（昭和26年） - 国際文化住宅都市（国際観光文化都市）指定。
- 1964年（昭和39年）11月3日 - 市旗を制定する[7]。
- 1985年（昭和60年） - 非核平和都市宣言
- 1991年（平成03年） - 市長選で北村春江が当選、日本初の女性市長となった。
- 1995年（平成07年）1月17日 - 阪神・淡路大震災で芦屋市内で犠牲者444人、家屋の全壊・半壊約51%の被害を出す。
- 2023年（令和5年）-高島崚輔が歴代の市長の中で最年少市長（26歳2ヶ月）として、当選した。

兵庫県の市で唯一町村制以降合併を一切行っていない市でもある。また、旧菟原郡で唯一神戸市に編入しなかった区画でもある。

## 人口
2010年（平成22年）国勢調査より前回調査からの人口増減をみると、2.92%増の93,238人であり、増減率は県下41市町中3位、49行政区域中5位。
| |                                        |  |
| 芦屋市と全国の年齢別人口分布（2005年） | 芦屋市の年齢・男女別人口分布（2005年） |  |
| ■紫色 ― 芦屋市 ■緑色 ― 日本全国 | ■青色 ― 男性 ■赤色 ― 女性              |  |
| 芦屋市（に相当する地域）の人口の推移 \| 1970年（昭和45年） \| 70,938人 \| \| \| 1975年（昭和50年） \| 76,211人 \| \| \| 1980年（昭和55年） \| 81,745人 \| \| \| 1985年（昭和60年） \| 87,127人 \| \| \| 1990年（平成2年） \| 87,524人 \| \| \| 1995年（平成7年） \| 75,032人 \| \| \| 2000年（平成12年） \| 83,834人 \| \| \| 2005年（平成17年） \| 90,590人 \| \| \| 2010年（平成22年） \| 93,238人 \| \| \| 2015年（平成27年） \| 95,350人 \| \| \| 2020年（令和2年） \| 93,922人 \| \| |                                        |  |
| 総務省統計局 国勢調査より |                                        |  |
| 1970年（昭和45年） | 70,938人                               |  |
| 1975年（昭和50年） | 76,211人                               |  |
| 1980年（昭和55年） | 81,745人                               |  |
| 1985年（昭和60年） | 87,127人                               |  |
| 1990年（平成2年） | 87,524人                               |  |
| 1995年（平成7年） | 75,032人                               |  |
| 2000年（平成12年） | 83,834人                               |  |
| 2005年（平成17年） | 90,590人                               |  |
| 2010年（平成22年） | 93,238人                               |  |
| 2015年（平成27年） | 95,350人                               |  |
| 2020年（令和2年） | 93,922人                               |  |

## 環境
阪急芦屋川駅から徒歩圏内にある東山町、山手町、三条町といった大正期に開発された山の手地区は、いずれも摂津国であり芦屋川や六甲山に近く、大阪湾を見渡すことのできる好立地にある。南傾斜地に建つ家々は成熟した文化を感じさせ、芦屋を代表する風光明媚な街並みが広がる。
昭和初期、市東北部に開発された六麓荘町は、駅から遠い立地を逆手に、運転手を有する富裕層向けの豪邸用地として造成された。地形に配慮した広い舗装道路や電線類を地中化した街には、広大な庭やテニスコート、プールなどが配された豪邸が次々と建築され、高級住宅地としての芦屋の名を一気に全国区に押し上げた。六麓荘町、及び奥池南町では現在も厳しい建築協定のもと、街の景観が守られている。芦屋川沿いにあり、海に近く、松林が点在する平田町や、浜芦屋町、松浜町なども歴史のある高級住宅地として名高い。
戦後になると、上記の町に隣接する朝日ケ丘町や岩園町、阪急線以南などで次々と宅地開発が行われ、住宅地としての芦屋の地位はさらに確立された。有料道路沿いにある奥池町や奥池南町は、通勤圏内にある別荘地として開発され、現在では（2016年）奥池町、奥池南町を併せて630世帯もの邸宅が建設され、関西の著名人たちも様々な邸宅を建設している。
昭和40年代には、朝日ケ丘町周辺でマンション建設ラッシュが、昭和50年代には芦屋浜の埋め立て地に高層マンションが次々に建設され、若い世代の流入が促進された。
昭和後期の国鉄〜JR芦屋駅前の再開発に伴い、駅周辺の商業施設が以前よりも充実すると、芦屋のイメージも一新され、大原町を中心にJR線沿いに利便性の高い住宅が供給され始めた。JR以南の地域でも宅地化、マンション建設が進んだ。
1995年の阪神・淡路大震災では、主にJR以南の地域で多くの家屋が倒壊、街の風景が一変するが、倒壊により空き地が目立った一帯に徐々に新しい家々が建築されるようになり、震災の10年後には、ほぼ、街も以前の落ち着きを取り戻した。また、2003年に入ると、埋立地の南芦屋浜の開発が進み、潮芦屋（愛称）ではヨットハーバーや人工砂浜のほか、日本初の係留施設付き邸宅が分譲され、芦屋に新しい表情が生まれた。この新しい町は、広い歩道と車道があり、電線類を地中化している。
住宅地で相続の際に広大な屋敷が集合住宅に立て替えられたり、敷地が細分化される傾向により、かつての高級住宅地としての芦屋の景観が徐々に変わりつつことが懸念される中、住宅地の景観保全に向けて、2006年、市議会で「建築物の制限に関する条例改正案」が審議され、六麓荘町における400平方メートル未満の土地売買の禁止、高さ10メートル以上の建物新築の禁止、さらに敷地面積400平方メートル以上の土地にのみ戸建住宅の新築が許可されるといった、全国に先駆けたいわゆる「豪邸条例」が可決された。この条例は2007年2月から施行されている。芦屋市では、この六麓荘町と奥池南町のみが、｢豪邸条例｣が施行されている。また、奥池南町では、もっとも規制が緩い地域で、敷地面積が500平方メートル以上とされている。
2015年には、芦屋らしい景観を守るための「芦屋市屋外広告物条例」が市議会本会議で可決、成立し、2016年7月より施行された。この条例では、京都市と同様に屋上広告物、アドバルーンの禁止、点滅式照明の全面禁止などが盛り込まれており、住宅地で突き出し看板の面積を1平方メートル以下に定めた点など、全国でもっとも厳しい規制となっている。また、市が建設を許可しないためパチンコ店が存在しない。

## 町名
芦屋市では、一部の地域で住居表示に関する法律に基づく住居表示が実施されている。
| 町名       | 町名読み               | 住居表示実施年月日 | 住居表示実施直前町名 | 備考                                               |
| ---------- | ---------------------- | ------------------ | -------------------- | -------------------------------------------------- |
| 朝日ケ丘町 | あさひがおかちょう     | 1972年6月1日       |                      | 住居表示実施と同時に、東端の一部区域を岩園町へ分離 |
| 伊勢町     | いせちょう             | 1968年5月1日       |                      |                                                    |
| 岩園町     | いわぞのちょう         | 1970年5月1日       |                      | 芦屋市道宮川線以北の地域は1972年6月1日に実施       |
| 打出小槌町 | うちでこづちちょう     | 1988年2月1日       |                      |                                                    |
| 打出町     | うちでちょう           | 1968年5月1日       |                      | 打出南宮町・打出大東町の国道43号以北の区域より成立 |
| 大原町     | おおはらちょう         | 1969年5月1日       |                      |                                                    |
| 大桝町     | おおますちょう         | 1970年5月1日       |                      |                                                    |
| 奥池町     | おくいけちょう         | 1980年9月1日       |                      |                                                    |
| 奥池南町   | おくいけみなみちょう   | 1980年9月1日       |                      |                                                    |
| 奥山       | おくやま               |                    |                      |                                                    |
| 海洋町     | かいようちょう         |                    |                      |                                                    |
| 春日町     | かすがちょう           | 1984年5月1日       | 打出春日町           |                                                    |
| 上宮川町   | かみみやがわちょう     | 1969年5月1日       |                      |                                                    |
| 川西町     | かわにしちょう         | 1970年5月1日       |                      |                                                    |
| 公光町     | きんみつちょう         | 1970年5月1日       |                      |                                                    |
| 楠町       | くすのきちょう         | 1969年5月1日       | 打出楠町             |                                                    |
| 呉川町     | くれがわちょう         | 1968年5月1日       |                      |                                                    |
| 剣谷       | けんたに               |                    |                      |                                                    |
| 三条町     | さんじょうちょう       | 1982年2月1日       |                      |                                                    |
| 三条南町   | さんじょうみなみちょう | 1969年5月1日       |                      |                                                    |
| 潮見町     | しおみちょう           | 1981年3月1日       |                      |                                                    |
| 清水町     | しみずちょう           | 1969年5月1日       |                      |                                                    |
| 城山       | しろやま               |                    |                      |                                                    |
| 親王塚町   | しんのうづかちょう     | 1969年5月1日       | 打出親王塚町         |                                                    |
| 涼風町     | すずかぜちょう         |                    |                      |                                                    |
| 精道町     | せいどうちょう         | 1968年5月1日       |                      |                                                    |
| 竹園町     | たけぞのちょう         | 1968年5月1日       |                      |                                                    |
| 高浜町     | たかはまちょう         | 1978年8月1日       |                      |                                                    |
| 大東町     | だいとうちょう         | 1968年5月1日       | 打出大東町           |                                                    |
| 茶屋之町   | ちゃやのちょう         | 1970年5月1日       |                      |                                                    |
| 月若町     | つきわかちょう         | 1969年5月1日       |                      |                                                    |
| 津知町     | つぢちょう             | 1970年5月1日       |                      |                                                    |
| 業平町     | なりひらちょう         | 1969年5月1日       |                      |                                                    |
| 南宮町     | なんぐうちょう         | 1968年5月1日       | 打出南宮町           |                                                    |
| 新浜町     | にいはまちょう         | 1982年3月1日       |                      |                                                    |
| 西芦屋町   | にしあしやちょう       | 1969年5月1日       |                      |                                                    |
| 西蔵町     | にしくらちょう         | 1968年5月1日       | 打出西蔵町           |                                                    |
| 西山町     | にしやまちょう         | 1982年2月1日       |                      |                                                    |
| 浜芦屋町   | はまあしやちょう       | 1968年5月1日       |                      |                                                    |
| 浜風町     | はまかぜちょう         | 1982年3月1日       |                      |                                                    |
| 浜町       | はまちょう             | 1968年5月1日       | 打出浜町             |                                                    |
| 東芦屋町   | ひがしあしやちょう     | 1979年8月1日       |                      |                                                    |
| 東山町     | ひがしやまちょう       | 1979年8月1日       |                      |                                                    |
| 平田北町   | ひらたきたちょう       | 1968年5月1日       |                      | 平田町の国道43号以北の区域より成立                 |
| 平田町     | ひらたちょう           | 1968年5月1日       |                      | 国道43号線以北の区域を平田北町として分離           |
| 船戸町     | ふなとちょう           | 1969年5月1日       |                      |                                                    |
| 前田町     | まえだちょう           | 1969年5月1日       |                      |                                                    |
| 松ノ内町   | まつのうちちょう       | 1969年5月1日       |                      |                                                    |
| 松浜町     | まつはまちょう         | 1968年5月1日       |                      |                                                    |
| 翠ケ丘町   | みどりがおかちょう     | 1969年5月1日       | 打出翠ケ丘町         |                                                    |
| 緑町       | みどりちょう           | 1981年3月1日       |                      |                                                    |
| 南浜町     | みなみはまちょう       |                    |                      |                                                    |
| 宮川町     | みやがわちょう         | 1968年5月1日       |                      |                                                    |
| 宮塚町     | みやづかちょう         | 1984年5月1日       |                      |                                                    |
| 山芦屋町   | やまあしやちょう       | 1982年2月1日       |                      |                                                    |
| 山手町     | やまてちょう           | 1979年8月1日       |                      |                                                    |
| 陽光町     | ようこうちょう         |                    |                      |                                                    |
| 六麓荘町   | ろくろくそうちょう     | 1972年6月1日       |                      |                                                    |
| 若葉町     | わかばちょう           | 1978年8月1日       |                      |                                                    |
| 若宮町     | わかみやちょう         | 1968年5月1日       | 打出若宮町           |                                                    |

## 行政

### 精道村長
- 山村忠左衛門[4]
- 天野小平次[4]
- 山村伊左衛門[4]
- 猿丸吉左衛門[4]
- 中島為治郎[4]
- 猿丸吉左衛門[4]
- 猿丸又左衛門[4]
- 阪本久七[4]
- 大利平七[4]
- 松岡藤右衛門[4]
- 猿丸又左衛門[4]
- 松井吉右衛門[4]

### 芦屋市長
- 市長：髙島崚輔（2023年5月1日就任、1期目）

歴代市長
| 代      | 氏名         | 就任年月日     | 退任年月日    |
| ------- | ------------ | -------------- | ------------- |
| 初代    | 大利市右衛門 | 1941年1月31日  | 1945年1月30日 |
| 2代     | 長岡喜十郎   | 1945年2月5日   | 1946年12月4日 |
| 3代     | 杉岡藤右衛門 | 1947年4月5日   | 1948年8月15日 |
| 4代     | 猿丸吉左衛門 | 1948年10月10日 | 1952年9月6日  |
| 5-7代   | 内海清       | 1952年9月16日  | 1964年9月15日 |
| 8-10代  | 渡辺万太郎   | 1964年9月16日  | 1975年3月31日 |
| 11-13代 | 松永精一郎   | 1975年4月27日  | 1987年4月26日 |
| 14代    | 山村康六     | 1987年4月27日  | 1991年4月26日 |
| 15-17代 | 北村春江     | 1991年4月27日  | 2003年6月10日 |
| 18-21代 | 山中健       | 2003年6月11日  | 2019年6月10日 |
| 22代    | 伊藤舞       | 2019年6月11日  | 2023年4月30日 |
| 23代    | 髙島崚輔     | 2023年5月1日   |               |

## 議会

### 兵庫県議会
2023年兵庫県議会議員選挙
- 選挙区：芦屋市選挙区
- 定数：1人
- 任期：2023年4月30日 - 2027年4月29日
- 投票日：2023年4月9日
- 当日有権者数：78,356人
- 投票率：37.45％

| 候補者名 | 当落 | 年齢 | 党派名       | 新旧別 | 得票数   |
| -------- | ---- | ---- | ------------ | ------ | -------- |
| 青山暁   | 当   | 62   | 日本維新の会 | 新     | 16,067票 |
| 丸山巖   | 落   | 53   | 自由民主党   | 新     | 11,994票 |

2019年兵庫県議会議員選挙
- 選挙区：芦屋市選挙区
- 定数：1人
- 任期：2019年6月11日 - 2023年4月29日[9]
- 投票日：2019年4月7日
- 当日有権者数：78,341人
- 投票率：37.09％

| 候補者名 | 当落 | 年齢 | 党派名     | 新旧別 | 得票数   |
| -------- | ---- | ---- | ---------- | ------ | -------- |
| 中島香織 | 当   | 51   | 無所属     | 新     | 15,440票 |
| 岩岡良典 | 落   | 31   | 自由民主党 | 新     | 12,795票 |

2015年兵庫県議会議員選挙
- 選挙区：芦屋市選挙区
- 定数：1人
- 投票日：2015年4月12日

| 候補者名 | 当落 | 年齢 | 党派名 | 新旧別 | 得票数 |
| -------- | ---- | ---- | ------ | ------ | ------ |
| 幣原都   | 当   | 44   | 無所属 | 現     | 無投票 |

2011年兵庫県議会議員選挙
- 選挙区：芦屋市選挙区
- 定数：1人
- 投票日：2011年4月10日
- 当日有権者数：76,103人
- 投票率：34.12％

| 候補者名 | 当落 | 年齢 | 党派名 | 新旧別 | 得票数   |
| -------- | ---- | ---- | ------ | ------ | -------- |
| 幣原都   | 当   | 40   | 無所属 | 新     | 15,854票 |
| 藤本俊   | 落   | 58   | 民主党 | 新     | 9,001票  |

### 衆議院
- 選挙区：兵庫7区（西宮市（本庁管内・甲東・瓦木・鳴尾三支所管内）、芦屋市）
- 任期：2021年10月31日 - 2025年10月30日
- 当日有権者数：441,775人
- 投票率：58.38％

| 当落 | 候補者名 | 年齢 | 所属党派     | 新旧別 | 得票数   | 重複 |
| ---- | -------- | ---- | ------------ | ------ | -------- | ---- |
| 当   | 山田賢司 | 55   | 自由民主党   | 前     | 95,140票 | ○    |
| 比当 | 三木圭恵 | 55   | 日本維新の会 | 元     | 93,610票 | ○    |
|      | 安田真理 | 43   | 立憲民主党   | 新     | 64,817票 | ○    |

## 姉妹都市・提携都市
海外
- モンテベロ（アメリカ合衆国カリフォルニア州） : 1961年5月24日姉妹都市提携。

国内
- 日本 国立市 (東京都) :2010年4月1日災害時相互応援協定提携。
- 日本 石巻市 (宮城県) :2016年3月12日災害時相互応援協定提携。
  - 阪神間の自治体が東日本の被災自治体と災害時の協定を結ぶのは初めてである。
- 日本 大野城市 (福岡県) :2017年11月14日災害時相互応援協定提携。

## 地域

### 教育
| - 小学校 - 芦屋市立朝日ヶ丘小学校 - 芦屋市立岩園小学校 - 芦屋市立打出浜小学校 - 芦屋市立潮見小学校 - 芦屋市立精道小学校 - 芦屋市立浜風小学校 - 芦屋市立宮川小学校 - 芦屋市立山手小学校 | - 中学校 - 芦屋市立潮見中学校 - 芦屋市立精道中学校 - 芦屋市立山手中学校 - 学校法人芦屋学園芦屋学園中学校 - 学校法人甲南学園甲南中学校 - 中等教育学校 - 兵庫県立芦屋国際中等教育学校 | - 高等学校 - クラーク記念国際高等学校（芦屋キャンパス） - 兵庫県立芦屋高等学校 - 兵庫県立国際高等学校 - 学校法人芦屋学園芦屋学園高等学校 - 学校法人甲南学園甲南高等学校 | - 特別支援学校学校 - 兵庫県立芦屋特別支援学校 |

- 大学
  - 学校法人芦屋学園 芦屋大学
- 専修学校
  - 関西健康科学専門学校
- 学校教育以外の施設
  - 独立行政法人海技大学校 （旧国土交通省海技大学校）

### 放送
- J:COM 神戸・芦屋
- 北阪神中継局（ゴロゴロ岳）
- 山芦屋中継局（城山）

### 住宅団地
- 都市再生機構芦屋浜団地
- 都市再生機構芦屋朝日ケ丘団地
- 都市再生機構フレール東芦屋町
- 都市再生機構フレール芦屋朝日ヶ丘
- 県営芦屋浜住宅
- 県営芦屋大東住宅
- 県営芦屋朝日ヶ丘住宅
- 県営南芦屋浜住宅
- 兵庫県住宅供給公社芦屋浜高層団地

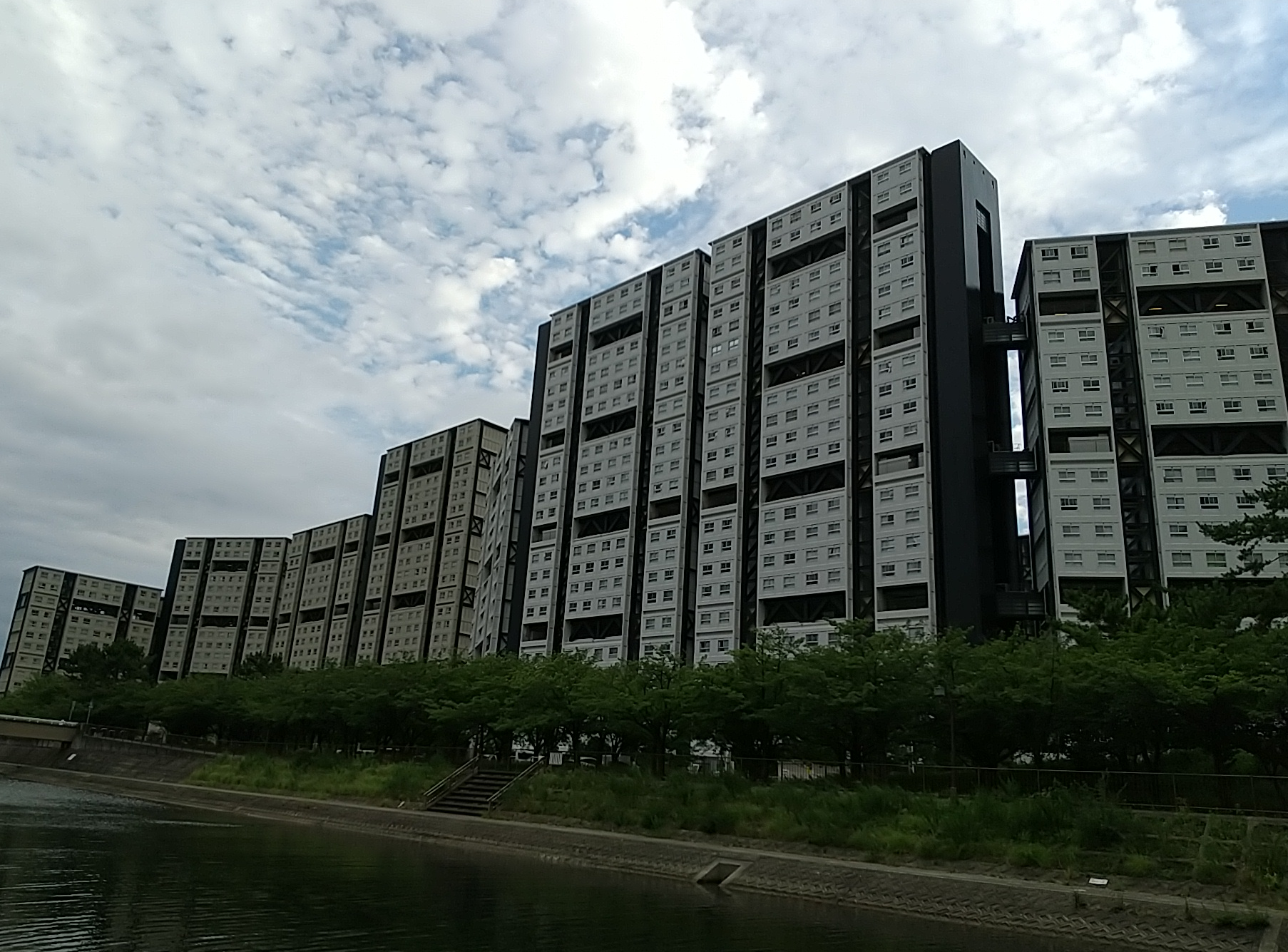
埋め立て地にある芦屋浜シーサイドタウンの集合住宅。UR賃貸住宅、公社住宅、県営住宅、分譲マンションで構成している。

- 兵庫県住宅供給公社アメニティコート芦屋春日
- アステム芦屋
- 芦屋緑住宅
- ラ・ヴェール芦屋
- 芦屋ハイタウン

### 隣接している自治体・行政区
大阪市への通勤率は26.8%、神戸市への通勤率は21.6%である（いずれも2010年国勢調査）。
- 神戸市（東灘区、北区）
- 西宮市

### 金融
指定金融機関:三井住友銀行（旧・太陽神戸銀行~さくら銀行、西暦の偶数年7月~翌年の6月）、三菱UFJ銀行（旧・三和銀行、西暦の奇数年7月〜翌年6月）2行による輪番制を長く敷いてきたが、2019年に三菱UFJ銀行が指定金融機関を辞退し、三井住友銀行単独となった。

### 医療機関
- 市立芦屋病院
- 芦屋セントマリア病院

### 鉄道
- 中心となる駅：JR芦屋駅
- 市役所最寄り駅：阪神芦屋駅
- 阪急電鉄
  -  神戸本線 芦屋川駅
- 西日本旅客鉄道（JR西日本）
  -  東海道本線（JR神戸線） 芦屋駅
- 阪神電気鉄道
  -  本線 芦屋駅 - 打出駅

### 道路
- 高速道路
  -  阪神高速道路3号神戸線 芦屋出入口
  -  阪神高速道路5号湾岸線 南芦屋浜出入口
- 一般国道
  -  国道2号 芦屋市内全域が国道171号と重複している。
  -  国道43号
- 県道
  - 兵庫県道16号明石神戸宝塚線
  - 兵庫県道45号芦屋停車場線
  - 兵庫県道344号奥山精道線
  - 兵庫県道573号芦屋鳴尾浜線
  - 兵庫県道722号東灘芦屋線
- その他広域幹線道路
  - 山手幹線
  - 芦有ドライブウェイ

### 路線バス
- 阪神バス - 阪神国道（国道2号）上を走る。神戸税関前-三宮駅-JR芦屋駅前-阪神西宮駅間を結ぶ。以前は第二阪神国道（国道43号）上の他、阪急芦屋川駅から芦屋浜までの路線も運行していたが、不採算のため昭和40年代にいずれも撤退した。
- 阪急バス - 全市域を運行。山手の住宅街や芦屋浜の団地群、南芦屋浜の住宅街と阪急芦屋川駅・JR芦屋駅・阪神芦屋駅そして西宮市の阪急夙川駅の各駅を結ぶ芦屋市内線と、阪神芦屋駅・JR芦屋駅・阪急芦屋川駅と奥池・芦屋ハイランドを結ぶ芦屋有馬線がある。いずれも事実上、芦屋市民の足として機能している。担当営業所は芦屋浜営業所（芦屋有馬線は山口営業所と共同運行）。
- みなと観光バス (神戸市) - 山手幹線上を走る。JR甲南山手駅からJR芦屋駅北側を経由し夙川グリーンタウンまで結ぶ路線を運行。以前は、六甲アイランド方面への路線も運行していたが、利用者減少のため2020年に運行休止。

### 海の駅
- ベルポート芦屋（ヨットハーバー、べるぽーとあしや海の駅）

### 空港
近隣の伊丹市には大阪国際空港が設置されている。芦屋市は空港地元自治体の連合である大阪国際空港周辺都市対策協議会（10市協）の一員である。このほか、神戸市にも神戸空港が設置されており、大阪（伊丹）と神戸どちらの空港へも近い。

## 文化財・文化施設

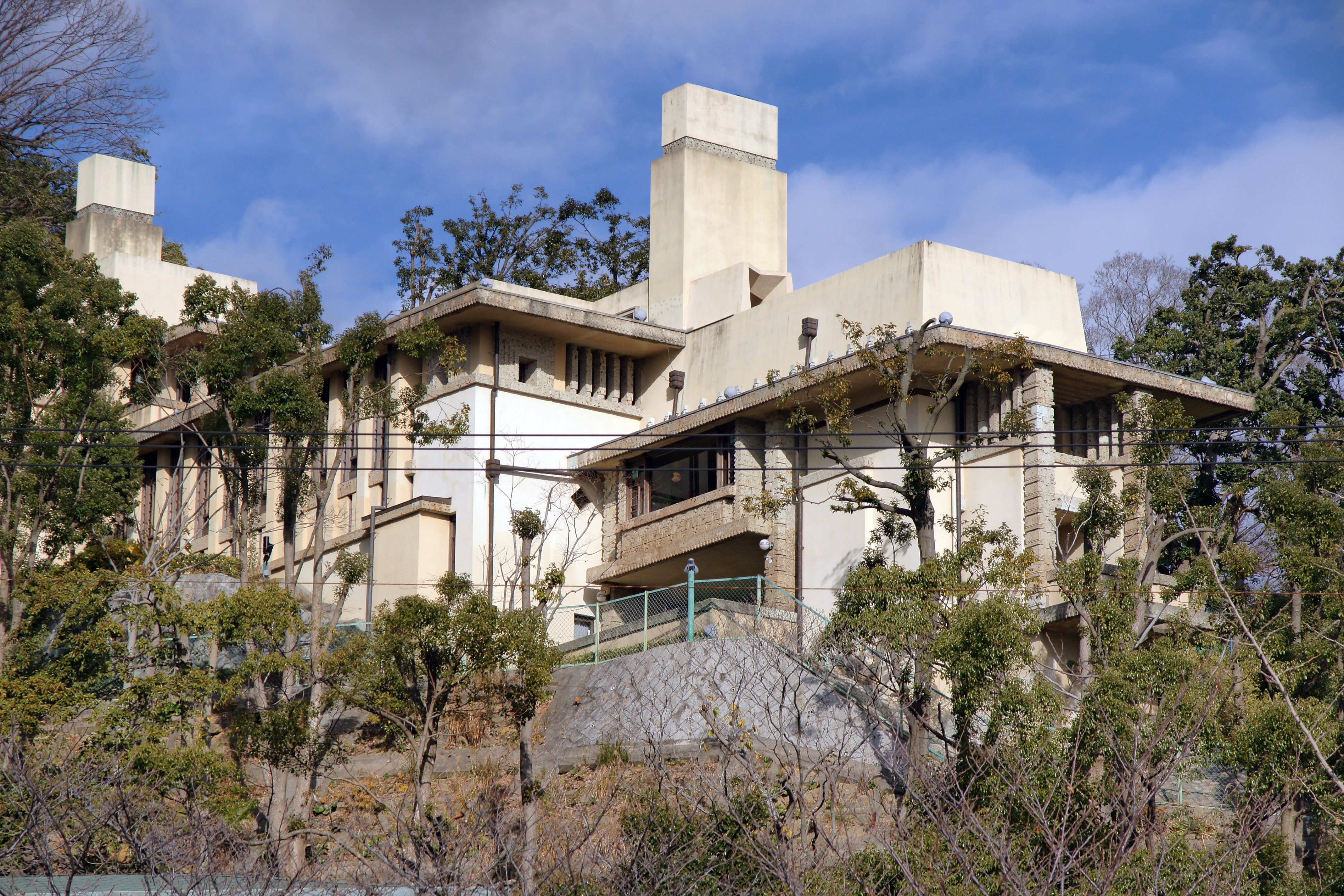
旧 山邑太佐衛門邸 （現・ヨドコウ迎賓館）

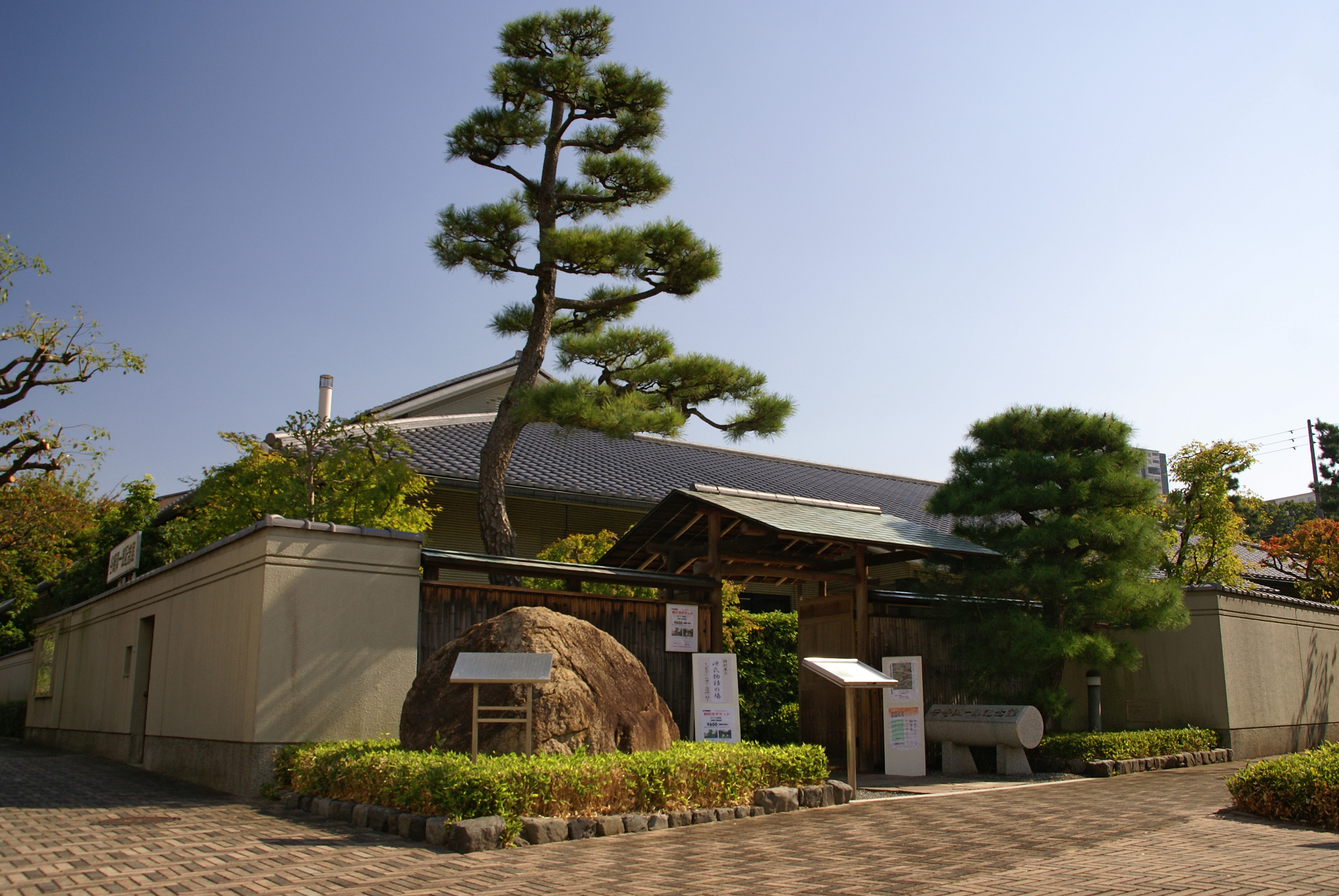
芦屋市谷崎潤一郎記念館

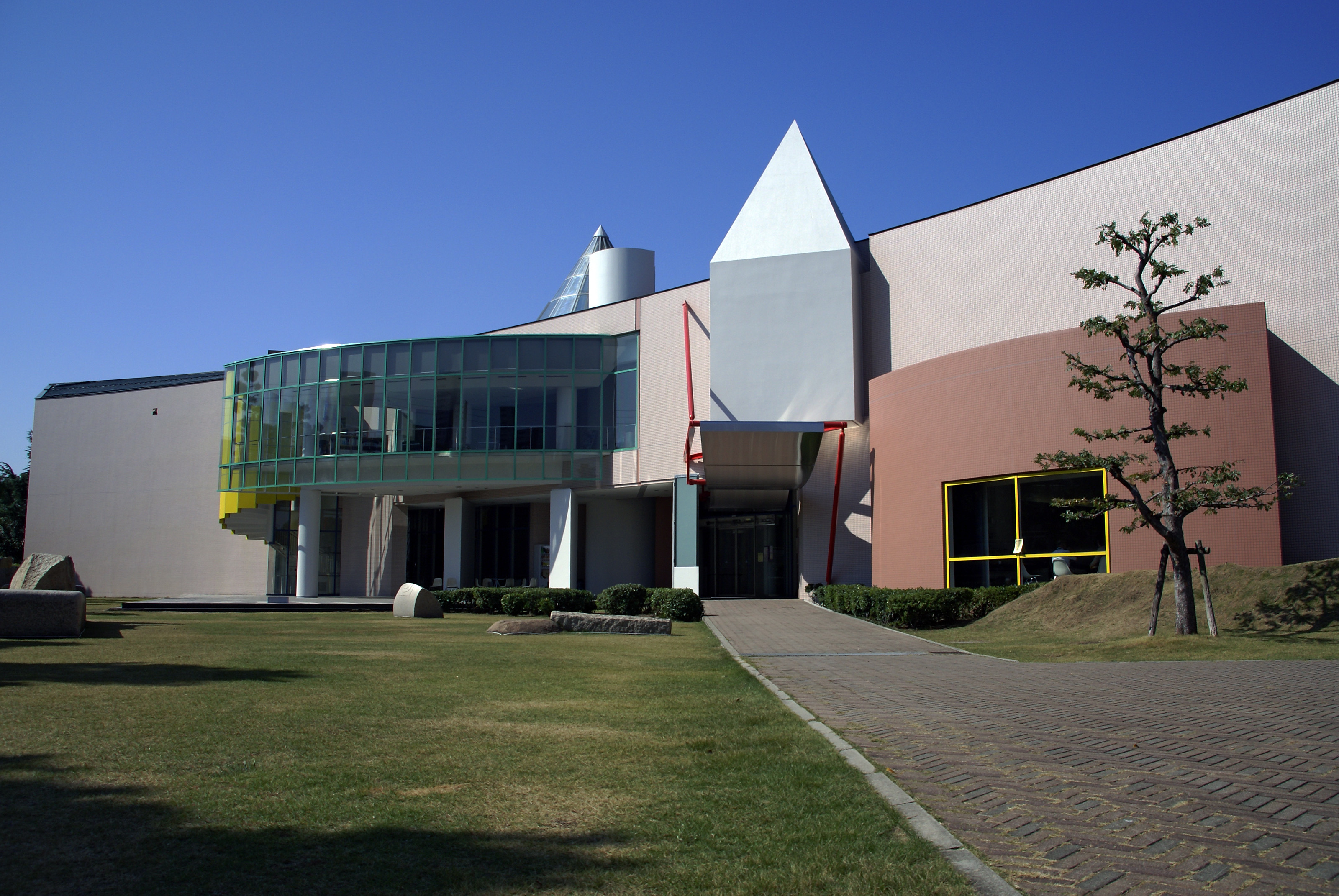
芦屋市立美術博物館

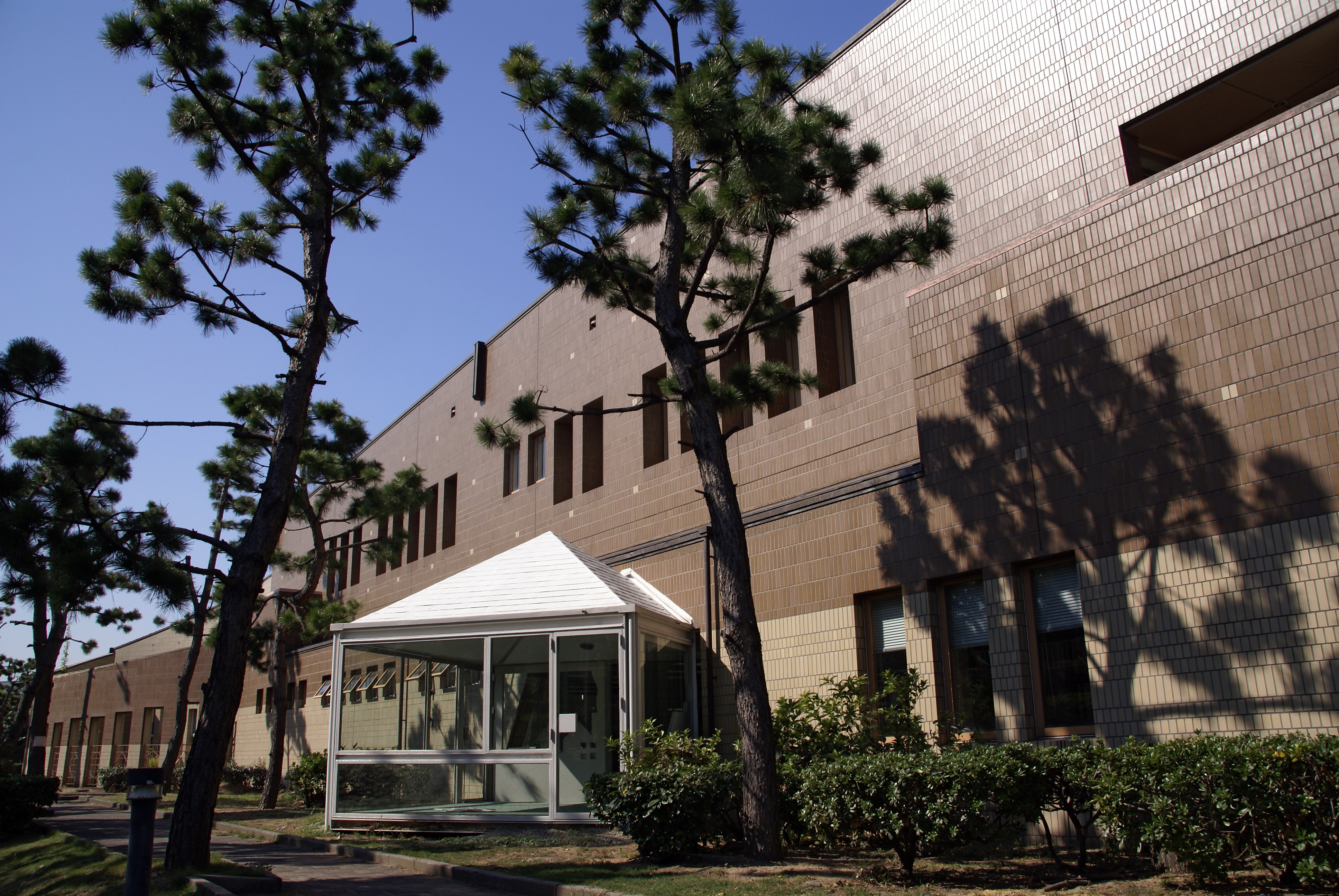
芦屋市立図書館

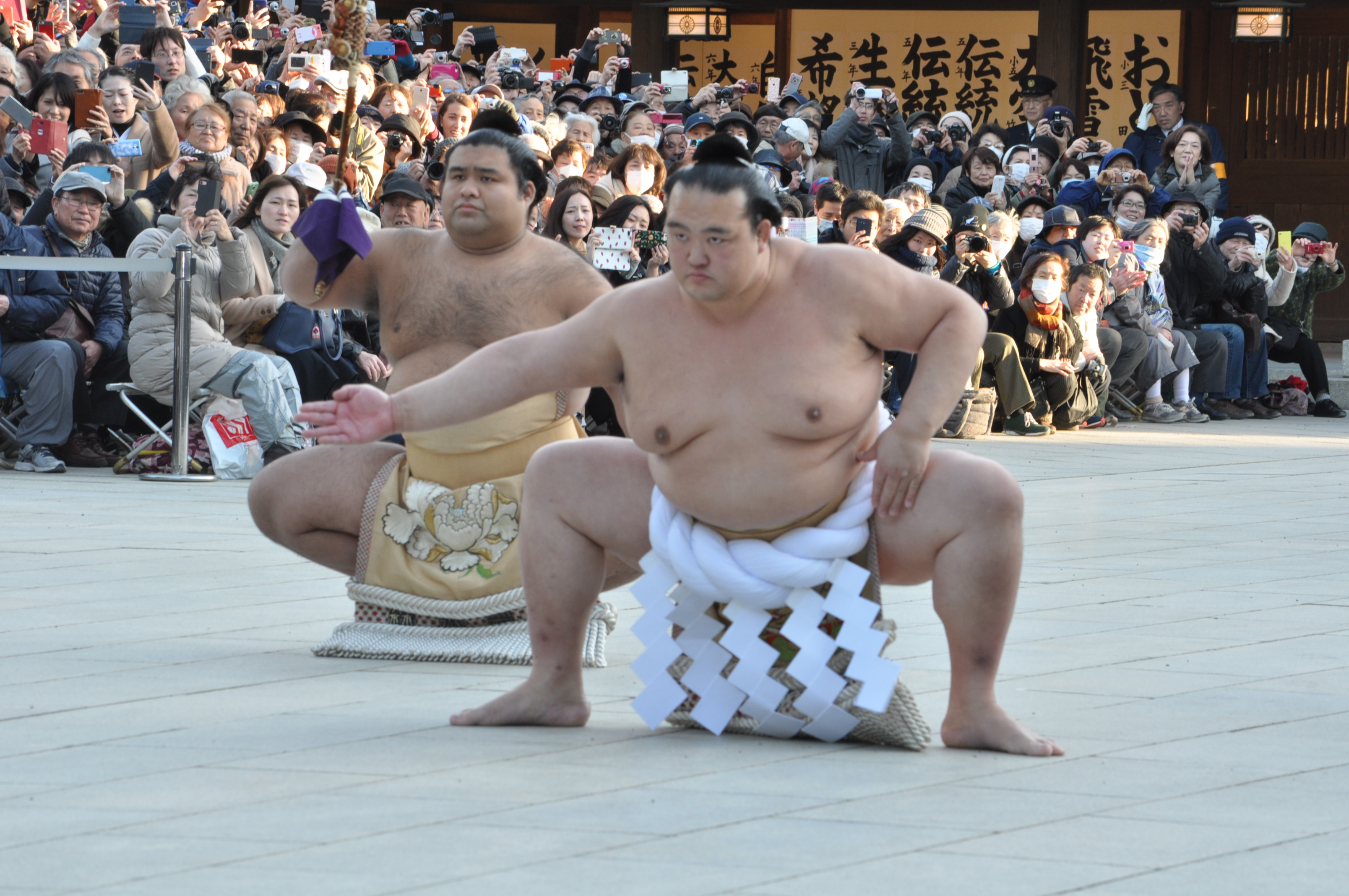
明治神宮に於いて奉納土俵入りを行った稀勢の里関

- ヨドコウ迎賓館（旧山邑太佐衛門邸：重要文化財）
- 滴翠美術館
- 俵美術館
- 芦屋仏教会館
- 芦屋市谷崎潤一郎記念館
- 芦屋市立美術博物館
- 芦屋市立図書館
- 旧松山家住宅松濤館（芦屋市立図書館打出分室）
- 旧安部邸
- 虚子記念文学館
- エンバ中国近代美術館
- 富田砕花旧居
- 会下山遺跡（えげのやまいせき） - 兵庫県史跡第1号である。
- 徳川大坂城東六甲採石場
- 兵庫県立海洋体育館（芦屋マリンセンター）
- 芦屋市総合公園
- 芦屋市民センター（ルナ・ホール）
- 芦屋海浜公園プール
- 芦屋市立体育館・青少年センター
- ベルポート芦屋
- 芦屋ロックガーデン

## 主な芦屋市出身者
- 阿久津博子（歌手、mihimaru GTのボーカル）
- 石井登志郎 (政治家、第14代西宮市長)
- 石野真子（女優、歌手）
- いしのようこ[11]（タレント・石野真子の実妹）
- 板井れんたろう（漫画家）: 東京都杉並区出身だが、出生地は芦屋市。
- 市原克也（AV監督）
- 乾国雄（元プロ野球選手、大阪タイガース）大阪府大阪狭山市出身だが、出生地は芦屋市。
- 井上慶太（将棋棋士）
- 岩本和弘（福井放送アナウンサー）
- 大西貴久（日本中央競馬会厩務員）
- 大橋太朗（元阪急電鉄社長）
- 大山俊輔（実業家）
- 桂二豆 （落語家）
- 叶羽時（元宝塚歌劇団月組娘役）
- 加茂周（元サッカー日本代表監督）
- 川島令三（鉄道評論家）
- 稀勢の里寛（大相撲横綱）: 茨城県牛久市出身だが、出生地は芦屋市。
- 北崎拓（漫画家）
- 黒岩祐治（政治家、神奈川県知事）：出生地は神戸市。
- 小池百合子（政治家、第20・21代東京都知事）
- 古賀由教（ラグビー選手）
- 小松一郎（外交官、第65代内閣法制局長官、元駐フランス特命全権大使）
- 酒井俊弘（カトリック大阪大司教区補佐司教、作家）
- しのっぴ（TikTokクリエイター）
- Syu（ミュージシャン、Galneryusのギタリスト）
- 正源司陽子[12]（日向坂46に所属するアイドル）
- 白洲次郎（実業家、第4代貿易庁長官、元東北電力会長）
- 白根元（物理学者、ブルックヘブン国立研究所主任研究員）
- 須賀敦子（随筆家、イタリア文学者）
- 勝呂誉（俳優）
- 妹尾武（作曲家、ピアニスト）
- 貴景勝光信（大相撲力士）
- 滝崎武光（キーエンス創業者、日本の富豪ランキング3位）
- チョップリン（お笑い芸人）
- 辻本賢人（元プロ野球選手、阪神タイガース）
- 月亭八斗（上方噺家）
- 椿原慶子（フジテレビアナウンサー）
- 堂本光一（タレント、DOMOTOのメンバー） - 出生地は、長野県松本市
- 苫野一徳（哲学者、教育学者）
- 豊田早季（ミュージカル俳優）
- 中島香織（兵庫県議会議員、元芦屋市議会議員、宝塚歌劇団73期生）
- 中島徹（ジャズピアニスト、トロンボーン奏者）
- 永藤英機（政治家、第22代堺市長、元大阪府議会議員）
- 西塚泰美（生化学者、神戸大学名誉教授）
- 丹羽春喜（経済学者、大阪学院大学名誉教授）
- 野依良治（化学者、ノーベル化学賞受賞者、名古屋大学特別教授）
- 畑健二郎（漫画家）: 出生地は福岡県
- 林智也（毎日放送ディレクター）
- 半田健人（俳優）
- 樋口あゆ子（ピアニスト）
- 平林鴻三（政治家、鳥取県知事）
- 福徳秀介（お笑い芸人、ジャルジャルのメンバー）
- 藤咲えり（元宝塚歌劇団宙組娘役）
- 藤田和夫（地球科学者、大阪市立大学名誉教授、「近畿トライアングル」名付け親）: 出生地は大阪市。
- 益一哉（電子通信工学者、東京工業大学学長、エレクトロニクス実装学会会長）
- 松浦雅（女優）
- 松永貴志（ピアニスト、作曲家）
- Mii (シンガーソングライター)
- 未沙のえる（元宝塚歌劇団専科男役）
- Minami（ミュージシャン、Fear, and Loathing in Las Vegasのボーカル兼キーボーディスト）
- 村上知彦（漫画評論家）
- 名田綾子（作曲家、編曲家、ピアニスト）
- 柳下圭佑（テレビ朝日アナウンサー）
- 山崎つる子（画家）
- 山瀬理桜（ハルダンゲルヴァイオリニスト、作曲家、編曲家、日本ハルダンゲルクラブ理事長、Good-will ambassador of Hardanger（ノルウェーハルダンゲル親善大使））
- 吉永元信（図書館員、第17代国立国会図書館長、元信州豊南短期大学教授）
- 米村匡人（長野県立科町長）

## 著名な居住者
- 井植敏（三洋電機元会長）
- 井手正敬（JR西日本社長、会長・相談役）
- 伊藤長兵衛（丸紅商店（現丸紅）創業者、芦屋仏教会館創設者）
- 乾一郎（軍人、ルーテル芦屋教会・初代牧師、板垣退助孫）
- 上野精一（朝日新聞社社主）
- 十一代目右近権左衛門（日本火災海上保険会長）
- 右近福次郎（日本海上保険常務、朝鮮電気社長）
- 右近和作（日本海上火災保険相談役）
- 貴志康一（音楽家）
- 小出楢重（洋画家、1926年川西町にアトリエを構える）
- コシノヒロコ（ファッションデザイナー）
- 佐多愛彦（大阪医科大学学長・松風山荘）
- 白井松次郎（松竹元会長）
- 田路舜哉（住友商事創業者）
- 苫野一徳（哲学者・教育学者）
- 富田砕花（詩人・歌人）
- 谷崎潤一郎（作家、1934年精道村打出下宮塚）
- 中内㓛（ダイエー創業者）
- 三代目中村梅玉（上方歌舞伎）
- 中山岩太（写真家）
- 中山悦治（中山製鋼所創業者）
- 黒田暲之助（コクヨ名誉会長）
- 橋谷義孝（農学博士、日本発酵工業社長、大日本ビタミン製薬会長）
- 橋谷義人（農学博士、大阪成蹊女子短期大学学長）
- 長谷川三郎（画家）
- 八馬兼介（八馬財閥当主）
- 阪東妻三郎（役者）
- 堀江謙一（海洋冒険家、ソロセーラー、ヨットマン）
- 村上華岳（画家）
- 山口吉郎兵衛（山口財閥当主・滴翠美術館）
- 山田六郎（くいだおれ創業者）
- 横井藤四郎（江若鉄道取締役、衆議院議員）
- 吉原治良（画家、1925年頃芦屋に転居）
- 金本知憲（元プロ野球選手・元監督、元広島東洋カープ→元阪神タイガース）
- 中村紀洋（元プロ野球選手、元大阪近鉄バファローズ→ロサンゼルス・ドジャーズ→オリックス・バファローズ→中日ドラゴンズ→東北楽天ゴールデンイーグルス→横浜DeNAベイスターズ）
- 三木敏（牛尾梅吉の二男、三木興業会長）

## 芦屋市が登場する作品

### 小説
- 『細雪』（谷崎潤一郎）
- 『芦屋夫人』（丸尾長顕、武田繁太郎）
- 『華麗なる一族』（山崎豊子）
- 『女の樹林』（黒岩重吾）
- 『蒼白い月』（徳田秋声）
- 『猫と庄造と二人のおんな』（谷崎潤一郎）
- 『霧閣雲窓章』（与謝野晶子）
- 『伊勢物語』（作者不詳）
- 『ミーナの行進』（小川洋子）
- 『射程』（井上靖）
- 『白い牙』（井上靖）
- 『猟銃』（井上靖）
- 『くだんのはは』（小松左京）
- 『風の歌を聴け』（村上春樹）
- 『浜風受くる日々に』（風見梢太郎）
- 『水の都』（庄野潤三）